# Dum pukht

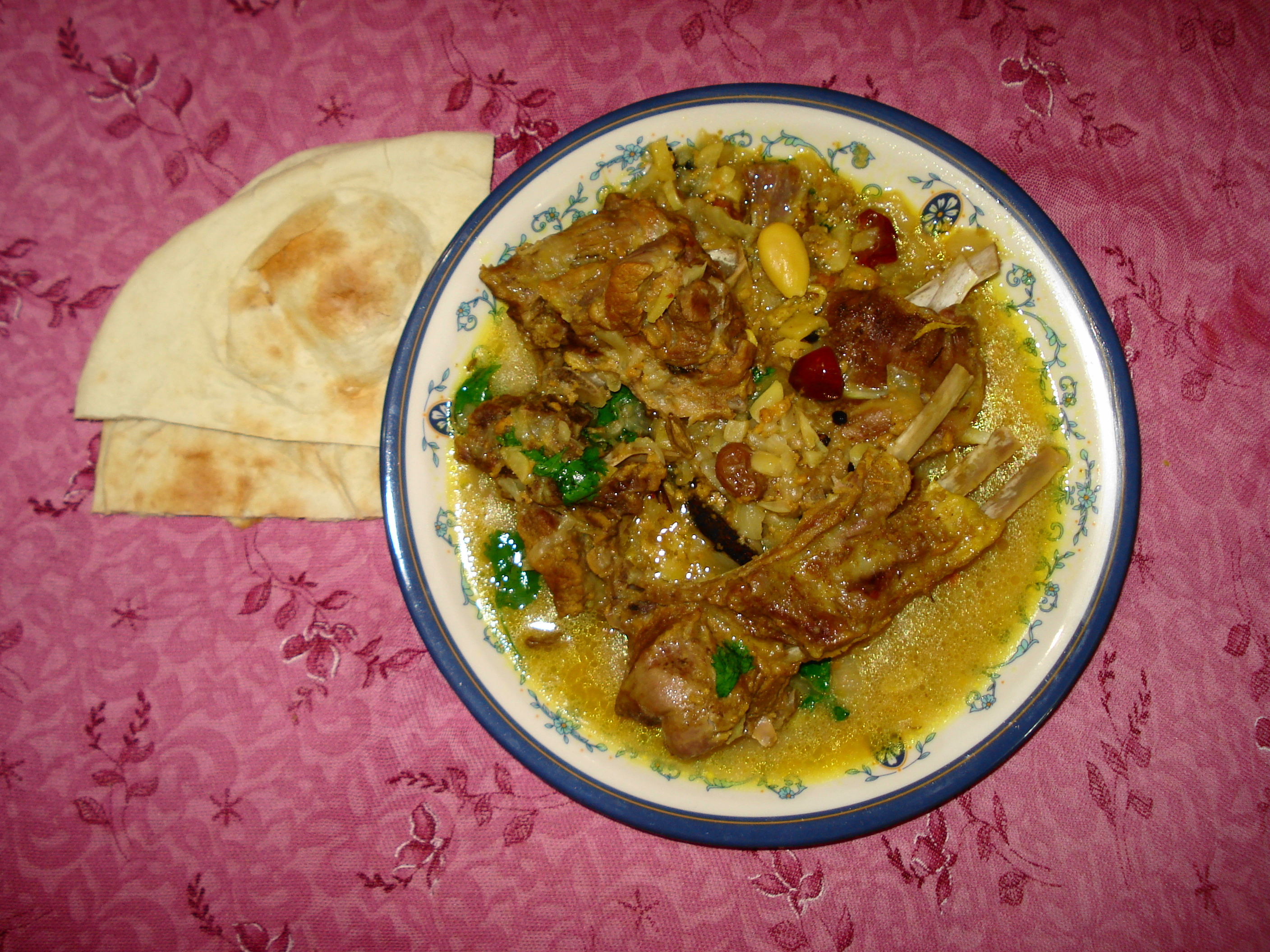
Platillo de la gastronomía awadhi, preparado mediante el método de cocción dum pukht.

Dum pukht (en persa: دم‌پخت‎, "horno suave") es una de las formas más refinadas de cocción utilizadas en la India y Pakistán, la técnica tiene una antigüedad de unos 200 años. El horno suave implica cocinar con un fuego de llama muy reducida, principalmente en contenedores sellados, con lo cual las carnes se cuecen en sus propios jugos y médula.

## Origen
La técnica del dum pukht fue desarrollada en la gastronomía de Awadh, India. En la actualidad es utilizada en las gastronomías características de Mughlai, Punyab y Hyderabad.
Se utiliza una cantidad de especies menor que en la cocina tradicional de la India, usando especies frescas y hierbas para aromatizar y saborizar. En algunos casos, se coloca masa sobre el contenedor como una tapa de manera de sellar el preparado.
Esto es denominado purdah (velo), al realizarse la cocción esta cubierta de pan se cuece y absorbe los aromas y fragancias de la comida y se convierte en el complemento ideal para el platillo. Los alimentos preparados con la técnica dum pukht se destacan por su aroma, cuando se rompe el sello en la mesa y la fragancia del platillo awadhi flota en el ambiente. 
Dum significa ‘respirar’ y pukht significa 'cocer'. Para la técnica dum pukht se utiliza una olla redonda, pesada de base ancha, un handi, en el cual los alimentos son sellados y cocidos sobre fuego suave. Existen dos aspectos principales en este estilo de cocina; bhunao y dum, o ‘asar’ y ‘madurar’ un platillo. En este estilo de cocina, las hierbas y especies tienen un papel sumamente destacado. El proceso de asar lentamente ayuda a que los alimentos desarrollen todo su potencial de sabores. Y el sellado del handi con una tapa de masa permite madurar la preparación de los alimentos. Al cocerse lentamente en sus jugos, la comida retiene todos sus aromas naturales y se impregna de la riqueza de sabores que distingue a este tipo de preparaciones.